# Дрягин, Александр Николаевич
Алекса́ндр Никола́евич Дря́гин (род. 24 мая 1972) — советский, российский и казахстанский игрок в хоккей с мячом, полузащитник, мастер спорта России международного класса (1994), мастер спорта международного класса Республики Казахстан (2003).

## Карьера

### Клубная
Играть в хоккей с мячом начал в 1984 году в детской команде «Северского трубника» (Полевской), с 1987 года — в школе СКА (Свердловск), побеждая в 1989 году в чемпионате СССР среди юниоров.
Игровую карьеру начал в 1988 году в «Северском трубнике», проведя за команду два сезона во второй лиге чемпионата СССР.
В 1990 году был призван на срочную военную службу и продолжил карьеру в свердловском СКА, выступая за команду до 1995 года, побеждая в её составе в чемпионате России сезона 1993/94.
С 1995 по 1998 год выступал за шведский клуб «Але-Сурте», представляющий Дивизион 1 — второй по силе дивизион шведского клубного хоккея с мячом.
После банкротства «Але-Сурте», перешёл в 1998 году в «Ветланду», в своём первом сезоне покинув с командой высший дивизион Аллсвенскан. По итогам выступления команды в Дивизионе 1 в сезоне 1999/2000, вернулся в лигу Аллсвенскан уже в следующем сезоне.
После десяти сезонов игровой карьеры в Швеции, в сезоне 2005/06 был игроком красногорского «Зоркого».
В 2006—2008 годах выступал за «Сандвикен», с которым в 2008 году стал вице-чемпионом Швеции.
Сезон 2008/09 провёл в «Уральском трубнике», в следующем сезоне вновь выступал в Элитсерии за «Сандвикен», в составе которого в 2009 году стал обладателем Кубка Швеции.
В сезонах 2010/11, 2012/13 выступал за «Скутшер» во втором и третьем дивизионах шведского клубного хоккея с мячом.
Завершив игровую карьеру, работает в школе «Сандвикена» на детско-юношеском уровне, а также с женской командой «Сандвикена».
Принимает участие в соревнованиях на ветеранском уровне, победив в составе сборной ФИБ в  2015 году в Кубке мира среди ветеранов.

### В сборной России
В сборной России с 1995 по 1996 год, в её составе принял участие в чемпионате мира 1995 года, на котором стал серебряным призёром турнира (1 матч).

### В сборной Казахстана
В составе сборной Казахстана принял участие в восьми чемпионатах мира (2003—2005, 2007—2011), бронзовый призёр турниров 2003 и 2005 годов.

## Достижения

### Командные
СКА-«Зенит» (Екатеринбург)
 Чемпион России: 1993/94 

 Серебряный призёр чемпионата СНГ: 1991/92 

 Финалист Кубка России: 1995 

 Финалист Кубка европейских чемпионов: 1994 

 Победитель Спартакиады народов СССР: 1990 (в составе сборной Свердловской области) 

 Бронзовый призёр Спартакиады народов РСФСР: 1989 (в составе сборной Свердловской области) 

 Чемпион СССР среди юниоров: 1989 

 Чемпион России по мини-хоккею: 1993 

 Финалист Кубка мира по ринк-бенди: 1991
«Сандвикен»
 Финалист плей-офф чемпионата Швеции: 2007/08 

 Обладатель Кубка Швеции (2): 2006, 2009 

 Финалист Кубка Швеции: 2007
Сборная России
 Серебряный призёр чемпионата мира: 1995 

 Серебряный призёр чемпионата мира среди молодёжных команд: 1992 

 Чемпион мира по ринк-бенди: 1994
Сборная Казахстана
 Бронзовый призёр чемпионата мира (2): 2003, 2005

### Личные
- В списке 22-х лучших игроков сезона: 1995

## Личная жизнь
- Семья: жена — Светлана, сын — Александр, дочь — Мария[1].

### Комментарии
1. ↑  Количество игр и голов за клуб(ы) в высших дивизионах чемпионатов СССР/СНГ/России